# Джордан Соарес де Оливейра
Джордан Соарес де Оливейра (порт. Jordan Soares de Oliveira; род. 24 октября 1993) — бразильский игрок в пляжный футбол. Выступал за сборную Бразилии.

## Биография
В пляжный футбол начал играть в 2011 году. На клубном уровне в Бразилии выступал за «Васко да Гама» из Рио-де-Жанейро. За рубежом защищал цвета итальянских «Самбенедеттезе» и «Пизы», португальских «Спортинга» и «Браги», а также польского «Лодзя». Играя за кипрский «Пафос» на Кубке чемпионов мира оформил пента-трик в матче за бронзовые награды в игре против испанского «Баия-де-Масаррон» (6:3). В России Джонатан впервые выступил в 2015 году в составе самарских «Крыльев Советов». Впоследствии играл за московские «Спартак», «Локомотив» и ЦСКА.
Впервые сыграл за сборную Бразилии в 2014 году на Кубке Пилнера. В следующий раз в стан команды был приглашён в 2023 году, когда команда играла на Мундиалито.

## Достижения
- Чемпион Италии: 2014[5], 2019[6] (Самбенедеттезе)
- Лучший игрок чемпионата Италии: 2019
- Победитель Суперкубка Италии: 2014[5] (Самбенедеттезе)
- Вице-чемпион России: 2015 (Крылья Советов)
- Бронзовый призёр чемпионата России: 2022 (ЦСКА)
- Победитель Кубка Либертадорес: 2017, 2019 (Васко да Гама)
- Финалист Клубного Мундиалито: 2015 (Васко да Гама), 2020 (Спартак)
- Бронзовый призёр Клубного Мундиалито: 2021 (Васко да Гама)
- Финалист Кубка европейских чемпионов: 2019 (Лодзь), 2020 (Брага)
- Бронзовый призёр Кубка чемпионов мира: 2023 (Пафос)[2]
- Победитель Московского международного кубка: 2022 (ЦСКА)
- Победитель Мундиалито: 2023 (Бразилия)
- Победитель Кубка Пилснера: 2014 (Бразилия)